# مديرية السود
مديرية السود إحدى مديريات محافظة عمران في اليمن. بلغ عدد سكانها 25892 نسمة عام 2004. تضم إحدى عشرة عزلة، مركز المديرية مدينة الصفاية-بيت سراج.

موقع مديرية السود في عمران تقع في الشمال الغربي لمركز المحافظة